# Paul Demidoff
 (février 2019).
Si vous disposez d'ouvrages ou d'articles de référence ou si vous connaissez des sites web de qualité traitant du thème abordé ici, merci de compléter l'article en donnant les références utiles à sa vérifiabilité et en les liant à la section « Notes et références ».
Paul Grigorievitch Demidoff fut un grand voyageur et mécène de l'éducation scientifique russe né le 29 décembre 1738 et mort le 1er juillet 1821. 
Petit-fils de Nikita Demidoff, il créa en 1755 le musée minéralogique de Moscou (aujourd'hui musée géologique Vernadsky, dit aussi musée d'histoire de la Terre) et, en 1803, le Lycée Demidoff à Iaroslavl. En 1805, il fonda l'Institut scientifique Demidoff à Saint-Pétersbourg. Il fonda également l'Université de Tobolsk et le Jardin botanique de Moscou (Jardins Neskuchny). En tout, il dépensa la somme énorme de 1.100.000 roubles en dons à des institutions scientifiques.
Un monument en bronze lui fut dédié à Iaroslavl en 1828.
Le musée minéralogique a été décrit par Fischer von Waldheim (Le musée Demidoff, Moscou, 1806-1807, 3 vol.) qui a également composé un éloge en latin de Pavel Demidoff (Panegyricus memoriae piae defuncti P.G.Demidow., 1821).

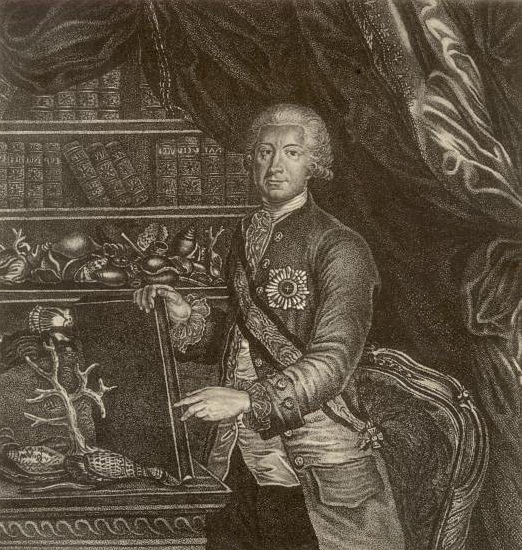
Paul Demidoff